# Trolley boat
Un trolley boat (un néologisme descriptif anglais non utilisé à l'époque) est un bateau de canal à propulsion électrique, utilisé en particulier dans les tunnels de canaux. Il prend son énergie comme un tram ou un trolleybus d'un ou deux fils aériens respectivement.

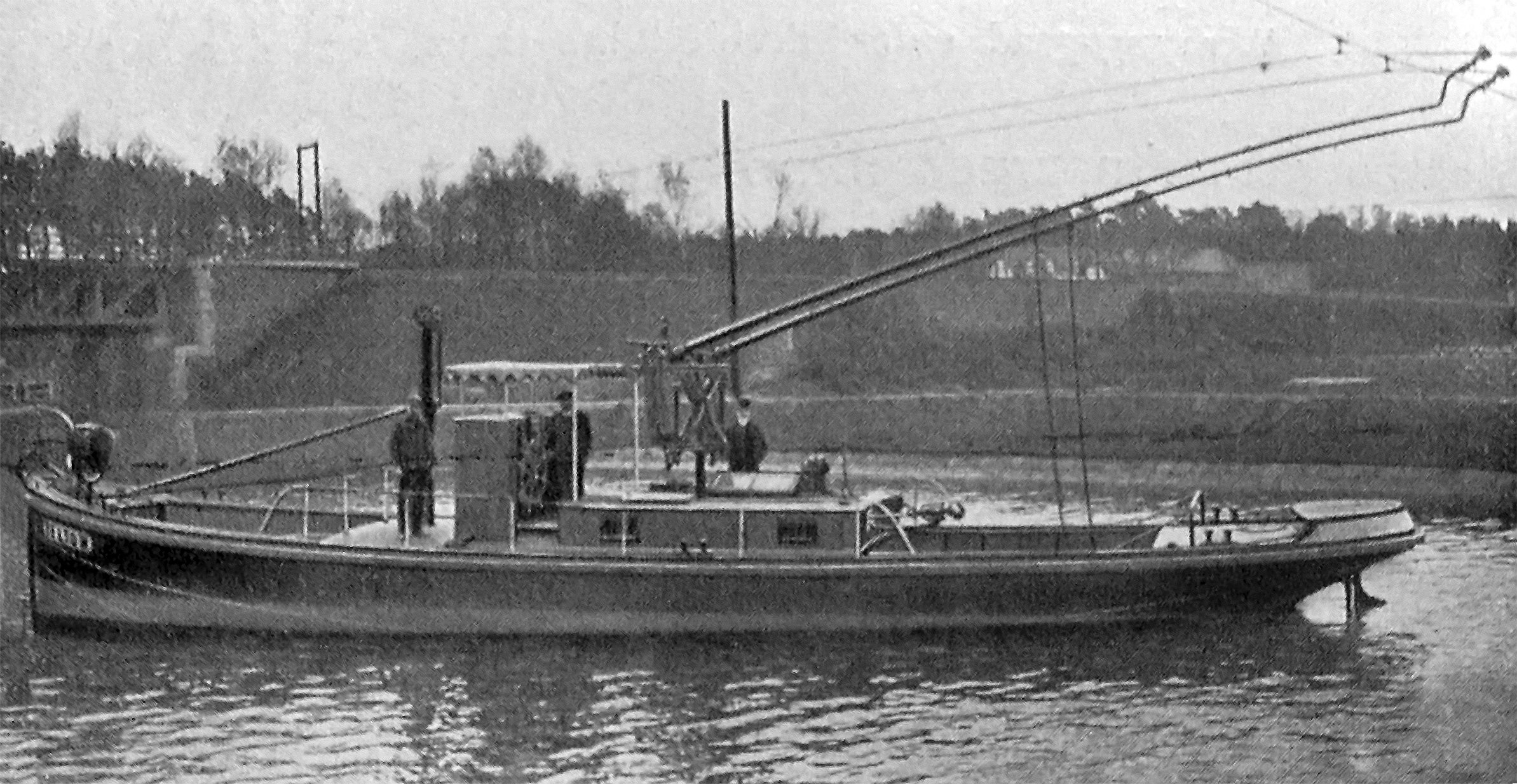
Teltow, un trolley boat sur le canal de Teltow

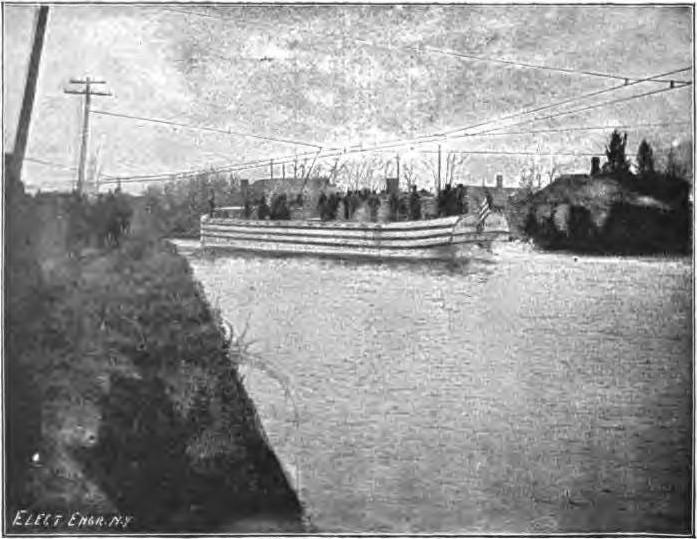
Démonstration d'un trolley boat développé par Frank W. Hawley sur le canal Érié

Frank W. Hawley a converti un bateau de canal à vapeur conventionnel en trolley-boat et a démontré ses avantages et ses limites en 1893 sur le canal Érié. Il avait deux moteurs électriques de 19 kW chacun (25 ch), qui entraînaient les hélices.
Sur un tronçon de 4 km du canal Charleroi-Bruxelles, un trolley-boat à hélice a opéré à partir de 1899 comme remorqueur. Une autre installation a été construite en 1933 sur un tronçon du canal de la Marne au Rhin et est toujours[Quand ?] en service. Un câble aérien de 6 km a été installé dans le tunnel de 3,3 km du canal de Bourgogne dans la commune française de Pouilly-en-Auxois.
En 2012, Diversified Marine à Portland, dans l'Oregon a construit le nouveau ferry Buena Vista qui tire son énergie d'un câble aérien. Ce ferry relie le comté de Marion et le comté de Polk sur la rivière Willamette large de 220 mètres dans l'Oregon. Le ferry de Straussee est le dernier trolley-ferry d'Allemagne depuis que le ferry de Haßmersheim a été retiré du service en septembre 2014. Il dispose d'une alimentation électrique aérienne à un seul fil.

## Galerie

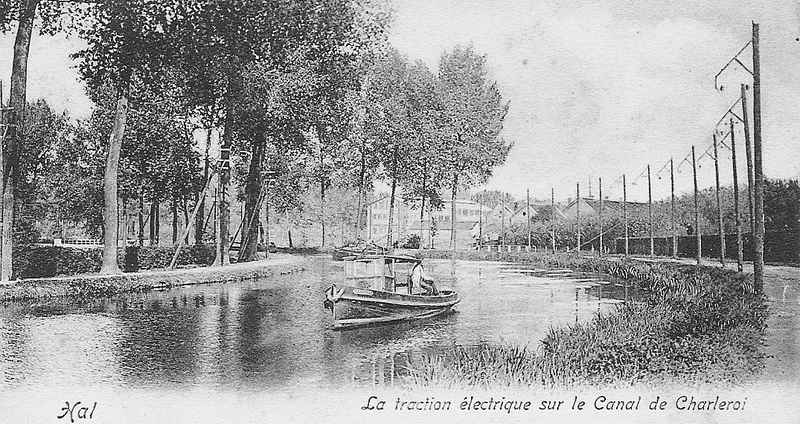
Trolley boat sur le canal Charleroi-Bruxelles.
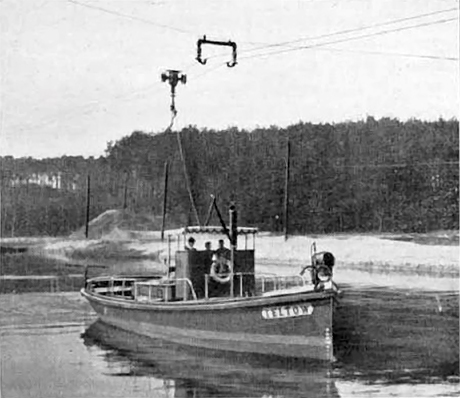
Teltow, un trolley boat sur le canal de Teltow.
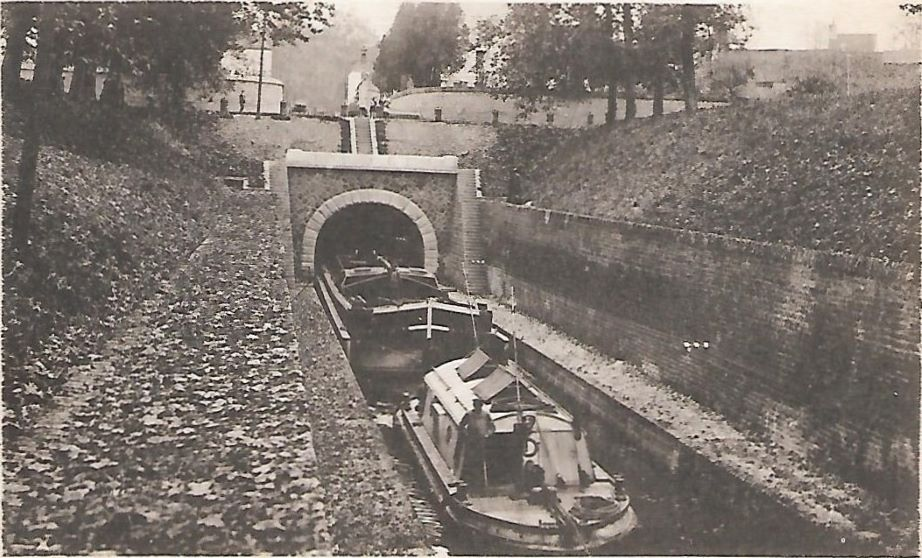
Trolley boat au tunnel du canal de Pouilly-en-Auxois.